# Wasil
Wasil – polskie nazwisko.

## Etymologia nazwiska
Profesor Kazimierz Rymut w „Nazwiskach Polaków” zaznacza, że rozpowszechnione na Rusi wschodniosłowiańskie imiona męskie Wasilij i Wasyl stały się podstawą do tworzenia nazwisk z was-. Podstawa ta okazała się bardzo produktywna (w połączeniu z różnymi formantami antroponimicznymi): z was- w „Nazwiskach Polaków” zanotowano 209 nazwisk. Nazwisko Wasil jest słowiańskim odpowiednikiem późnogreckiego imienia Bazyli (Bazyl), które oznacza „król, wódz, cesarz”.
Odpowiednikami tego nazwiska są m.in.: francuski Vassil, włoski Basili, hiszpański Basilio, niemiecki Basil. Pokrewnymi polskimi nazwiskami są m.in.: Wasilewski, Wasielewski, Wasłowicz, Wasiółkowski, Wasielek i Wasiak.

## Demografia
Zgodnie z serwisem heraldycznym nazwiskiem tym w Polsce na początku lat 90 XX w. pod względem liczby osób o danym nazwisku zarejestrowanych w bazie PESEL posługiwało się 995 osób. Taka liczba osób legitymujących się nazwiskiem Wasil plasuje je na pozycji 5657 wśród najpopularniejszych nazwisk w Polsce.

## Znani przedstawiciele
- Stanisław Wasil – pilot
- Tadeusz Wasil – polityk
- Urszula Wasil – piłkarka